# بوبي ديكرسون
بوبي ديكرسون (بالإنجليزية: Bobby Dickerson)‏ هو لاعب كرة قاعدة أمريكي، ولد في 4 سبتمبر 1965 في لاوريل في الولايات المتحدة.

## وصلات خارجية
- بوبي ديكرسون على موقعبيزبول رفرنس.كوم (الدوري الثانوي) (الإنجليزية)